# Жемчужная (станция)
Жемчу́жная — железнодорожная станция (населённый пункт) в Кандалакшском районе Мурманской области. Входит в состав городского поселения Зеленоборский.

## География
Включена в перечень населенных пунктов Мурманской области, подверженных угрозе лесных пожаров.

## История
Согласно официальному сообщению ТАСС, 6 февраля 1938 года дирижабль «СССР-В6 Осоавиахим», выполнявший свой последний полёт, прошёл в районе станции Жемчужная в 18 часов 56 минут. Вскоре работа бортовой радиостанции прервалась. Дирижабль столкнулся с горой Небло примерно в 19 км к северо-западу от Жемчужной и сгорел. Между тем, факт прохождения дирижабля над Жемчужной или вблизи станции пока не нашёл документального подтверждения.

## Население
| 2002 | 2010 |
| ---- | ---- |
| 3    | ↘2   |

### Половой состав
Согласно результатам Всероссийской переписи населения 2010 года, в гендерной структуре населения мужчины составляли 100 %.